# Joseph LaShelle
Joseph LaShelle, A.S.C., de son nom complet Joseph Wellington LaShelle est un directeur de la photographie américain, né le 9 juillet 1900 à Los Angeles en Californie (États-Unis) et mort le 20 août 1989 à La Jolla en Californie.
Technicien réputé de la Fox, notamment pour le noir et blanc, son nom reste associé à Otto Preminger, réalisateur avec lequel il collabora six fois tout au long de sa carrière (la première, sur Laura, lui offrira l’oscar alors qu’il était encore débutant, en 1945). Dans les années 1960, il travailla quatre fois avec Billy Wilder (pour La Garçonnière, par exemple), et deux fois avec John Ford (notamment sur son dernier film, Frontière chinoise). Ponctuellement, il assista Ernst Lubitsch, Joseph L. Mankiewicz, Raoul Walsh ou encore Richard Thorpe. Enfin, attaché à son studio, on le retrouve dans quelques films de réalisateurs "maison", considérés comme plus mineurs, tels que Henry King, Irving Pichel, Walter Lang ou John M. Stahl.

## Filmographie
| - 1943 : Happy Land d'Irving Pichel - 1944 : Bermuda Mystery de Benjamin Stoloff - 1944 : The Eve of St. Mark de John M. Stahl - 1944 : Take It or Leave It de Benjamin Stoloff - 1944 : Laura d'Otto Preminger - 1945 : Hangover Square de John Brahm - 1945 : Une cloche pour Adano de Henry King - 1945 : Crime passionnel (Fallen angel) d'Otto Preminger - 1945 : Doll Face de Lewis Seiler - 1946 : Claudia et David de Walter Lang - 1946 : La Folle Ingénue d'Ernst Lubitsch - 1947 : Un mariage à Boston de Joseph L. Mankiewicz - 1947 : La Fière Créole de John M. Stahl - 1948 : Deep Waters de Henry King - 1948 : L'Énigmatique Monsieur Horace (The Luck of the Irish) de Henry Koster - 1948 : La Femme aux cigarettes de Jean Negulesco - 1949 : L'Éventail de Lady Windermere d'Otto Preminger - 1949 : Les Sœurs casse-cou de Henry Koster - 1949 : Si ma moitié savait ça d'Edmund Goulding - 1950 : Mother Didn't Tell Me de Claude Binyon - 1950 : La Belle de Paris de Jean Negulesco - 1950 : Mark Dixon, détective d'Otto Preminger - 1950 : La Bonne Combine d'Edmund Goulding - 1950 : Gare au percepteur de Walter Lang - 1951 : La Treizième Lettre d'Otto Preminger - 1951 : Monsieur Belvédère fait sa cure (Mr. Belvedere Rings the Bell) de Henry Koster - 1951 : The Guy Who Came Back de Joseph M. Newman - 1951 : Enlevez-moi, Monsieur ! de Henry Koster - 1952 : Les Bannis de la Sierra (The Outcasts of Poker Flat) de Joseph M. Newman - 1952 : Les Misérables de Lewis Milestone - 1952 : Something for the Birds de Robert Wise - 1952 : Ma cousine Rachel de Henry Koster - 1953 : Mister Scoutmaster (en) de Henry Levin | - 1953 : Meurtre à bord de Joseph M. Newman - 1954 : Rivière sans retour d'Otto Preminger - 1955 : Marty de Delbert Mann - 1955 : Storm Fear de Cornel Wilde - 1956 : Le Conquérant de Dick Powell - 1956 : Our Miss Brooks de Al Lewis - 1956 : La Course au soleil de Roy Boulting - 1957 : Meurtrière ambition de Gerd Oswald - 1957 : La Nuit des maris de Delbert Mann - 1957 : Fury at Showdown (en) de Gerd Oswald - 1957 : I Was a Teenage Werewolf de Gene Fowler Jr. - 1957 : The Abductors de Andrew V. McLaglen - 1957 : Kidnapping en dentelles (The Fuzzy Pink Nightgown) de Norman Taurog - 1957 : Les Sensuels de Martin Ritt - 1958 : Les Feux de l'été de Martin Ritt - 1958 : Les Nus et les Morts de Raoul Walsh - 1959 : En lettres de feu de Joseph Anthony - 1960 : La Garçonnière de Billy Wilder - 1961 : Il a suffi d'une nuit de Joseph Anthony - 1961 : Branle-bas au casino de Richard Thorpe - 1961 : Le Héros d'Iwo-Jima (The Outsider) de Delbert Mann - 1962 : La conquête de l'Ouest de Henry Hathaway, John Ford et George Marshall - 1963 : Un enfant attend de John Cassavetes - 1963 : Irma la Douce de Billy Wilder - 1964 : La mariée a du chien de Michael Anderson - 1964 : Embrasse-moi, idiot de Billy Wilder - 1966 : Frontière chinoise de John Ford - 1966 : La Poursuite impitoyable d'Arthur Penn - 1966 : La Grande Combine de Billy Wilder - 1967 : Pieds nus dans le parc de Gene Saks - 1968 : Kona Coast de Lamont Johnson - 1969 : 80 Steps to Jonah de Gerd Oswald |

## Distinctions
Joseph LaShelle a remporté un Oscar de la meilleure photographie (Academy Award for Best Cinematography):
- 1945 : pour Laura (noir et blanc)

Il a également reçu huit autres nominations :
- 1950 :  pour Les Sœurs casse-cou (noir et blanc)
- 1953 :  pour Ma cousine Rachel (noir et blanc)
- 1956 : pour Marty (noir et blanc)
- 1960 : pour En lettres de feu (noir et blanc)
- 1961 : pour La Garçonnière (noir et blanc)
- 1964 :   
  - pour La Conquête de l'Ouest (couleur), nomination partagée avec William H. Daniels, Milton R. Krasner et Charles Lang
  - pour Irma la Douce (couleur)
- 1967 : pour La Grande Combine (noir et blanc)